# Acinodendron salicifolium
Acinodendron salicifolium là một loài thực vật có hoa trong họ Mua. Loài này được (Bonpl. ex Naudin) Kuntze mô tả khoa học đầu tiên năm 1891.